# Elizabeth Berridge
Elizabeth Berridge (ur. 2 maja 1962 w New Rochelle) – amerykańska aktorka filmowa i teatralna, znana z roli Constanze Mozart w filmie Milosza Formana Amadeusz (1984).

## Życiorys

### Wczesne lata
Urodziła się w New Rochelle w stanie Nowy Jork jako córka George'a Berridge, prawnika, i Mary L. Berridge (z domu Robinson), pracownicy socjalnej. Jej rodzina osiedliła się w Larchmont, gdzie uczęszczała do Chatsworth Elementary School. Tam zaczęła występować i śpiewać, zdobyła dyplom za pośrednictwem programu badań w niezależnej Mamaroneck High School. Studiowała aktorstwo w Lee Strasberg Theatre and Film Institute w Nowym Jorku. 

### Kariera
Po raz pierwszy pojawiła się na ekranie jako Sheila Steward w dramacie Jeffa Kanewa Natural Enemies (1979) z Louise Fletcher, Halem Holbrookiem i José Ferrerem. Po występie jako Allison Linden w operze mydlanej NBC Teksas (Texas, 1980–82), zagrała swoją pierwszą główną rolę Amy Harper w slasherze Tobe’a Hoopera Lunapark (1981). Za występy w przedstawieniach Cruise Control i Wrestlers w 1986 roku zdobyła nominację do Drama Desk Award. Wystąpiła także jako Annie Oakley w filmie Hidalgo – ocean ognia (2004).
Na planie niezależnego melodramatu kryminalnego Broke Even (2000) poznała aktora Kevina Corrigana, za którego wyszła za mąż 1 marca 2001 roku. Mają córkę Sadie Rose.

## Wybrana filmografia

### Filmy fabularne
- 1981: Lunapark jako Amy Harper
- 1984: Amadeusz jako Constanze Mozart
- 1985: Gładkie słówka (Smooth Talk) jako June
- 1987: Dzielnica pięciu narożników (Five Corners) jako Melanie
- 1999: Godzina zemsty (Payback) jako prostytutka w barze
- 2000: Broke Even jako Leslie
- 2004: Hidalgo – ocean ognia jako Annie Oakley
- 2010: Daj, proszę (Please Give) jako Elyse

### Seriale TV
- 1981: Guiding Light jako Morgan Richards
- 1989: Policjanci z Miami (Miami Vice) jako Julia Scianti
- 1989: McCall (The Equalizer) jako Susan Wilhite
- 1992-93: Na szczytach władzy (The Powers That Be) jako Charlotte
- 1998: Dotyk anioła (Touched by an Angel) jako Holly
- 2001-2005: Uziemieni (Grounded for Life) jako Amy
- 2003: Byle do przodu (Still Standing) jako Sandy Hartwick
- 2004: Tak, kochanie (Yes, Dear) jako gość weselny na taśmie wideo